# Michal Mejstřík
Michal Mejstřík (6. června 1952 Kolín – 7. ledna 2021) byl český ekonom, profesor Univerzity Karlovy.

## Život
Michal Mejstřík se narodil v Kolíně v roce 1952. Vystudoval ekonometrii na Vysoké škole ekonomické v Praze a poté pracoval v Ekonomickém ústavu Československé akademie věd. Titul kandidáta ekonomických věd (CSc.) získal za svůj akademický výzkum v oblasti hodnocení projektů a svá studia završil na London School of Economics (1990–1991). V roce 1997 mu byl na Univerzitě Karlově v Praze udělen titul profesor ekonomie.

## Profesní kariéra
Od počátku 90. let byl jedním z nejvýznamnějších českých ekonomů a dlouhodobě působí v akademické sféře. Podílel se například na založení Centra pro ekonomický výzkum a postgraduální vzdělání (CERGE), v němž působil postupně jako vědecký tajemník a výkonný ředitel. Na Fakultě sociálních věd Univerzity Karlovy v roce 1993 založil Institut ekonomických studií, který následně do roku 2010 vedl jako ředitel. Postupně z něj vybudoval jedno z nejprestižnějších ekonomických pracovišť v ČR, které se opakovaně umisťuje v první stovce nejlepších světových škol zaměřených na ekonomii či finance. Vedl kurzy zaměřené na bankovnictví, finance a finanční trhy, corporate governance a vedl výzkum. Publikoval přes 150 odborných publikací, nejčastěji zaměřených na bankovnictví, privatizace či restrukturalizace, které jsou zejména v zahraničí hojně citovány. Byl členem Společnosti evropských univerzit pro finanční výzkum (SUERF) a spoluautorem několika oceněných učebnic bankovnictví, hojně využívaných na českých vysokých školách.
V posledních 25 letech opakovaně působil jako externí konzultant mezinárodních organizací (USAID, Světové banky, Evropské komise ve střední a východní Evropě i Asii – Kazachstán, Kyrgyzstán, Čína), české vlády a řady korporací, a to buď samostatně nebo prostřednictvím společnosti EEIP, a.s. Vedle finančního či strategického poradenství pomohl zavést do české legislativy praxi zpracovávání hodnocení dopadů regulace (RIA), koordinoval zpracování řady těchto dopadových studií a v letech 2011–2015 předsedal expertní komisi RIA při Legislativní radě vlády.
Podílel se na více než 80 transakcích a firemních restrukturalizacích, z nichž některé, zejména v energetice, patří mezi nejvýznamnější v rámci regionu CEE. Například v letech 2001–2002 společně řídil poradenský tým při zásadní akvizici českého plynárenství skupinou RWE v hodnotě 4,1 mld. euro, na což navázalo 12 let postakvizičního poradenství pro RWE. V letech 2002–2008 byl místopředsedou dozorčí rady ve společnosti Východočeská plynárenská, členem dozorčí rady v Západočeské plynárenské a Severomoravské plynárenské, rovněž byl členem dozorčí rady ČEZ. Po rozdělení RWE působil v letech 2016–2019 také jako poradce dceřiné společnosti innogy. Vedl řadu týmů ve firemních restrukturalizacích (ČKD Dopravní systémy, Kongresové centrum Praha aj.). Od listopadu 2009 do září 2011 byl předsedou dozorčí rady ČSA. Od března 2011 do června 2014 zastával funkci předsedy dozorčí rady nově vzniklého Českého Aeroholdingu a vedl úspěšný vyjednávací tým s EK pro relevantní otázky státní pomoci ČSA a vzniku Českého Aeroholdingu.
Od roku 2009 do roku 2014 byl členem Národní ekonomické rady vlády (NERV), kde zodpovídal za oblast konkurenceschopnosti a zahraničního obchodu. Pod jeho vedením vznikla v roce 2011 široce diskutovaná studie Rámec strategie mezinárodní konkurenceschopnosti. Kombinovaný tým NERV a Ministerstva průmyslu a obchodu společně vedený jím a Martinem Tlapou pak rozpracoval platnou strategii mezinárodní konkurenceschopnosti ČR, oceněnou také ze strany OECD. V době pandemie covidu-19 v ČR byl členem Ekonomického poradního týmu Ústředního krizového štábu a od počátku byl také členem expertní skupiny KoroNERV-20.
Prof. Mejstřík byl dlouholetým členem vedení a v letech 2011–2014 byl i předsedou Mezinárodní obchodní komory Česká republika (ICC International Chamber of Commerce) a dlouholetým členem World council ICC a skupiny globálních poradců ICC pro hospodářskou politiku a G20. V minulosti působil také jako místopředseda Czech Gulf Business Council (CGBC), Czech-African Business Council aj.
Od roku 2016 byl honorárním konzulem Korejské republiky. Zemřel v lednu 2021 ve věku 68 let na nemoc covid-19.